# Arkane Studios
Arkane Studio és un estudi de videojocs arpità en seu a Lió, fundat l’any 1999. L’estudi és sobretot conegut per ser els desenvolupadors de la saga Dishonored. L’any 2006 crearen una divisió de l’estudi a Austin, la qual desenvolupà un dels videojocs més coneguts i millor valorats de la companyia: Prey.
Tot i començar com un estudi independent, aquest fou comprat per Zenimax Media, propietaris de l’empresa Bethesda, l’any 2010. El 2020, Microsoft comprà Zenimax Media i, d’aquesta manera, també a Arkane. En 2024, després del llançament del videojoc multijugador Redfall per part de la divisió d’Austin, aquesta fou tancada per Microsoft juntament amb altres estudis que foren incorporats en la compra de Bethesda.

## Videojocs desenvolupats
| Nom                               | Any de publicació | Desenvolupador            | Plataformes                                               |
| --------------------------------- | ----------------- | ------------------------- | --------------------------------------------------------- |
| Arx Fatalis                       | 2002              | Arkane Studios            | Windows, Xbox                                             |
| Dark Messiah of Might and Magic   | 2006              | Arkane Studios            | Windows, Xbox 360                                         |
| KarmaStar                         | 2009              | Arkane Studios            | iOS                                                       |
| Dishonored                        | 2012              | Arkane Studios            | PlayStation 3, PlayStation 4, Windows, Xbox 360, Xbox One |
| Dishonored 2                      | 2016              | Arkane Lió                | PlayStation 4, Windows, Xbox One                          |
| Prey                              | 2017              | Arkane Austin             | PlayStation 4, Windows, Xbox One                          |
| Dishonored: Death of the Outsider | 2017              | Arkane Lió                | PlayStation 4, Windows, Xbox One                          |
| Wolfenstein: Youngblood           | 2019              | Arkane Lió i MachineGames | Nintendo Switch, PlayStation 4, Windows, Xbox One         |
| Wolfenstein: Cyberpilot           | 2019              | Arkane Lió i MachineGames | PlayStation 4, Windows                                    |
| Deathloop                         | 2021              | Arkane Lió                | PlayStation 5, Xbox Series, Windows                       |
| Redfall                           | 2023              | Arkane Austin             | Xbox Series, Windows                                      |
| Marvel's Blade                    | Sense data        | Arkane Lió                | Sense confirmar                                           |

## Baixes vendes
Tot i que molts dels jocs més importants de l'estudi estan molt ben valorats per la crítica i pel públic, la realitat és que les seves vendes solen ser molt baixes. Treballadors de l'estudi han confessat que en casos com Dishonored 2, encara que va vendre per sota les previsions de venda i el seu cost de producció va ser superior a Skyrim, Bethesda va decidir no tancar l'estudi per mor de la qualitat del videojoc.